# Taux protéique du lait
Le taux protéique du lait correspond à sa teneur en protéines. On l'exprime généralement en g/L. Le taux protéique influence fortement l'aptitude du lait à être transformé en fromage par exemple, et influe les résultats économiques des éleveurs. Il varie en fonction de l'espèce, la race, l'alimentation des conditions d'élevage ou encore du stade de lactation.

## Article lié
- Taux butyreux du lait